# Santuário Sírio no Janículo

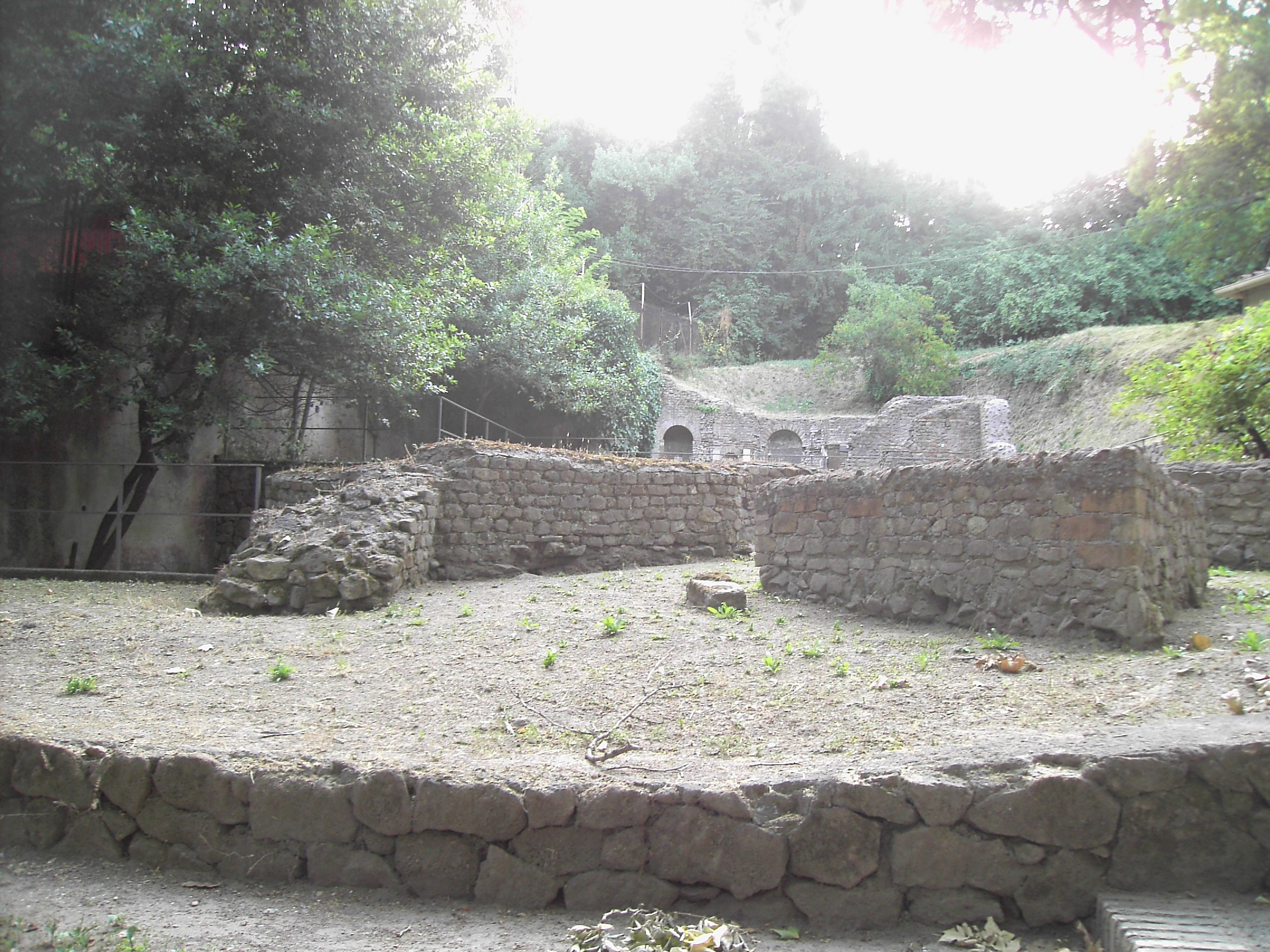
Vista das ruínas do Santuário Sírio.

Santuário Sírio no Janículo (em italiano:  Tempietto Siriaco al Gianicolo) é um pequeno templo localizado na Villa Sciarra, no rione Trastevere de Roma, na encosta do monte Janículo. É provável que tenha sido um dos últimos templos estrangeiros construídos em Roma.

## História

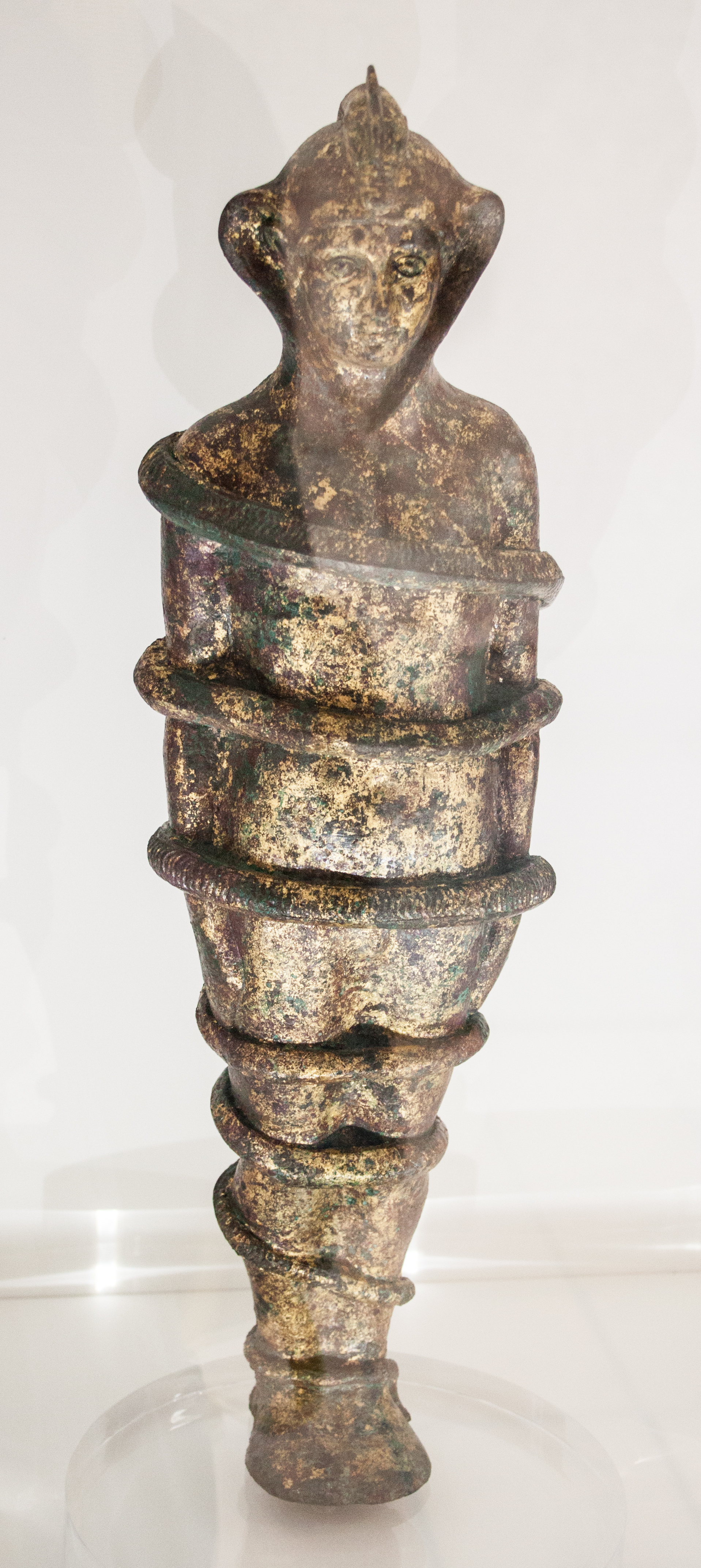
Estátua de culto descoberta sob o altar principal do Santuário, hoje no Museo Nazionale Romano no Palazzo Massimo alle Terme.

Até o final da Antiguidade, esta região era ocupada por jardins e villas, uma área verde que, depois da morte da Júlio César, foi deixado como herança ao povo romano. Ali ficava um pequeno santuário dedicado a divindades sírias, descoberto em 1906 durante as obras de construção de uma pequena casa de campo para os zeladores da Villa Sciarra determinada por George Wurts. Algumas inscrições recuperadas no local testemunham a existência de um santuário no local já no século I e também que o local foi reconstruído sucessivamente por Marco Antônio Gaionas, um rico comerciante sírio, e novamente, no século IV, depois do incêndio, o que deu ao templo sua aparência atual.
O santuário se apresenta como uma estrutura alongada, construída em grande parte com blocos paralelepípedos de pedra e dividida em três setores: um pátio retangular com 11 x 9 metros no centro, com entrada no meio do lado longo meridional. Um segundo ambiente com uma curiosa planta curvilínea localizado à direita do pátio central e acessível através deste através de duas portas que levam a dois pequenos ambientes de planta pentagonal e dali para uma sala octogonal terminada no lado oeste por uma abside. Ali foram recuperadas algumas esculturas: uma estátua egípcia em basalto negro, uma estátua de Baco com a face e as mãos douradas e outras esculturas. No centro da sala octogonal, dentro de uma cavidade em um altar triangular, alguns ovos e uma estátua de bronze representando um personagem masculino envolto nas espirais de uma cobra foram encontrados: uma clara referência ao rito do deus Adônis, que morria todos os anos para retornar à vida através das sete esferas celestes simbolizada pelas sete voltas da serpente no corpo da estátua.
Finalmente, o terceiro ambiente, à esquerda do pátio, é constituído por um edifício basilical precedido por um átrio para o qual se abrem duas celas laterais. Uma única entrada leva a uma nave central terminada numa abside na qual se abre um nicho semicircular flanqueado por dois outros nichos menores: o central abrigava a estátua de culto mais importante, o deus principal da tríade de Heliópolis, Hadad ("Júpiter"), e os dois laterais, os deuses Atargatis (a deusa "Síria" dos romanos) e Simios ("Mercúrio").
É provável que as cerimônias de iniciação do culto tenham ocorrido no ambiente onde estava a estátua de bronze e os ovos e os demais seriam destinados ao culto propriamente dito. O pátio central, por sua vez, era um ponto de reunião dos fieis.